# Megalocolus ensator
Megalocolus ensator är en stekelart som först beskrevs av Walker 1862.  Megalocolus ensator ingår i släktet Megalocolus och familjen bredlårsteklar. Inga underarter finns listade i Catalogue of Life.